# Nowomichajłowskoje (rejon kuszczowski)
Nowomichajłowskoje (ros. Новомихайловское) – wieś w Rosji, w Kraju Krasnodarskim, w rejonie kuszczowskim. W 2021 liczyła 1100 mieszkańców.